# La Chapelle-d'Andaine
La Chapelle-d'Andaine är en kommun i departementet Orne i regionen Normandie i nordvästra Frankrike. Kommunen ligger i kantonen Juvigny-sous-Andaine som tillhör arrondissementet Alençon. År 2018 hade La Chapelle-d'Andaine 1 460 invånare.

## Befolkningsutveckling
Antalet invånare i kommunen La Chapelle-d'Andaine
| Referens: INSEE |